# Okręgowe rozgrywki w piłce nożnej woj. białostockiego (1957)
23. Edycja okręgowych rozgrywek w piłce nożnej województwa białostockiego

Okręgowe rozgrywki w piłce nożnej województwa białostockiego prowadzone są przez Białostocki Okręgowy Związek Piłki Nożnej, rozgrywane są w trzech ligach, najwyższym poziomem jest klasa A, następnie klasa B (3 grupy) i klasa C (brak danych co do ilości grup). 

Mistrzostwo Okręgu zdobyła Gwardia Białystok. 

Okręgowy Puchar Polski - nie był rozgrywany.
Drużyny z województwa białostockiego występujące w centralnych i makroregionalnych poziomach rozgrywkowych:
- I Liga - brak
- II Liga - brak
- III Liga - Mazur Ełk, Gwardia Białystok.

| Rozgrywki       | Poziomy rozgrywkowe w sezonie 1957 | Poziomy rozgrywkowe w sezonie 1957        | Poziomy rozgrywkowe w sezonie 1957        | Poziomy rozgrywkowe w sezonie 1957        | Poziomy rozgrywkowe w sezonie 1957        | Poziomy rozgrywkowe w sezonie 1957        | Poziomy rozgrywkowe w sezonie 1957        |
| --------------- | ---------------------------------- | ----------------------------------------- | ----------------------------------------- | ----------------------------------------- | ----------------------------------------- | ----------------------------------------- | ----------------------------------------- |
| Centralne       | I poziom ligowy                    | I Liga                                    | I Liga                                    | I Liga                                    | I Liga                                    | I Liga                                    | I Liga                                    |
| Centralne       | II poziom ligowy                   | II Liga - gr.Płn.                         | II Liga - gr.Płn.                         | II Liga - gr.Płn.                         | II Liga - gr.Płd.                         | II Liga - gr.Płd.                         | II Liga - gr.Płd.                         |
| Makroregionalne | III poziom ligowy                  | III Liga - 17 grup                        | III Liga - 17 grup                        | III Liga - 17 grup                        | III Liga - 17 grup                        | III Liga - 17 grup                        | III Liga - 17 grup                        |
| Okręgowe        | IV poziom ligowy                   | Klasa A                                   | Klasa A                                   | Klasa A                                   | Klasa A                                   | Klasa A                                   | Klasa A                                   |
| Okręgowe        | V poziom ligowy                    | Klasa B - gr.I                            | Klasa B - gr.I                            | Klasa B - gr.II                           | Klasa B - gr.II                           | Klasa B - gr.III                          | Klasa B - gr.III                          |
| Okręgowe        | VI poziom ligowy                   | Klasa C - (brak danych co do ilości grup) | Klasa C - (brak danych co do ilości grup) | Klasa C - (brak danych co do ilości grup) | Klasa C - (brak danych co do ilości grup) | Klasa C - (brak danych co do ilości grup) | Klasa C - (brak danych co do ilości grup) |

## Klasa A - IV poziom rozgrywkowy
| Poz. | Drużyna               | M  | Z  | R | P  | Bramki | Punkty |
| ---- | --------------------- | -- | -- | - | -- | ------ | ------ |
| 1    | ŁKS Start Łomża       | 22 | 13 | 7 | 2  | 64-29  | 33     |
| 2    | Pogoń Łapy            | 22 | 11 | 5 | 6  | 57-35  | 27     |
| 3    | Warmia Grajewo        | 22 | 11 | 5 | 6  | 54-40  | 27     |
| 4    | Puszcza Hajnówka      | 22 | 9  | 7 | 6  | 57-42  | 25     |
| 5    | ZKS Zambrów           | 22 | 11 | 2 | 9  | 45-36  | 24     |
| 6    | Ognisko Białystok     | 22 | 11 | 2 | 9  | 49-41  | 24     |
| 7    | Wigry Suwałki         | 22 | 10 | 3 | 9  | 48-54  | 23     |
| 8    | Sokół Sokółka         | 22 | 9  | 3 | 10 | 48-47  | 21     |
| 9    | Supraślanka Supraśl   | 22 | 7  | 6 | 9  | 45-48  | 20     |
| 10   | Mazur II Ełk (b)      | 22 | 7  | 4 | 11 | 39-49  | 18     |
| 11   | KS (WKS) Hajnówka (b) | 22 | 4  | 4 | 14 | 41-68  | 12     |
| 12   | Wissa Szczuczyn       | 22 | 5  | 1 | 16 | 25-83  | 10     |

-
- Przed sezonem doszło do fuzji Syreny Hajnówka (klasa A) ze Spartą Hajnówka (klasa B) w wyniku czego powstał klub o nazwie Puszcza Hajnówka.
- Przed sezonem fuzja A klasowego ŁKS z B klasowym Startem Łomża, po połączeniu drużyna występuje jako ŁKS Start Łomża.
- Zmiana nazwy Włókniarz na ZKS Zambrów.

## Klasa B - V poziom rozgrywkowy
Grupa I
| Poz. | Drużyna                   | M  | Z | R | P | Bramki | Punkty |
| ---- | ------------------------- | -- | - | - | - | ------ | ------ |
| 1    | Pogoń Wasilków            | 18 |   |   |   | 90-36  | 27     |
| 2    | Gwardia II Białystok      | 18 |   |   |   | 87-24  | 27     |
| 3    | Jagiellonia Białystok (b) | 18 |   |   |   | 66-31  | 24     |
| 4    | LZS TOR Białystok (b)     | 18 |   |   |   | 42-43  | 21     |
| 5    | Skra Czarna Wieś          | 18 |   |   |   | 49-53  | 20     |
| 6    | Ognisko II Białystok      | 18 |   |   |   | 40-44  | 19     |
| 7    | Sokół II Sokółka          | 18 |   |   |   | 35-53  | 16     |
| 8    | Polonia Starosielce       | 18 |   |   |   | 33-88  | 12     |
| 9    | Gryf Choroszcz            | 18 |   |   |   | 44-65  | 9      |
| 10   | Włókniarz Fasty Białystok | 18 |   |   |   | 13-74  | 1      |

- Zmiana nazwy LZS TOR na Polonia Białystok.
- Zmiana nazwy Kolejarz na Polonia Starosielce.
- Zmiana nazwy LZS na Gryf Choroszcz.
- Włókniarz Białystok po sezonie połączył się z drużyną Pogoni Wasilków, zajmując jej miejsce w klasie A.
- Dodatkowy mecz o 1 miejsce:

13.10.1957 Supraśl, Pogoń Wasilków : Gwardia II Białystok 3:2.
Grupa II
| Poz. | Drużyna                  | M  | Z | R | P | Bramki | Punkty |
| ---- | ------------------------ | -- | - | - | - | ------ | ------ |
| 1    | Tur Bielsk Podlaski      | 16 |   |   |   | 86-14  | 29     |
| 2    | Pogoń II Łapy            | 16 |   |   |   | 40-23  | 23     |
| 3    | KS Nurzec (b)            | 16 |   |   |   | 57-27  | 22     |
| 4    | Puszcza II Hajnówka (b)  | 16 |   |   |   | 61-41  | 20     |
| 5    | Cresovia Siemiatycze     | 16 |   |   |   | 52-51  | 14     |
| 6    | Orzeł Kleszczele (b)     | 16 |   |   |   | 44-58  | 14     |
| 7    | ZKS II Zambrów (b)       | 16 |   |   |   | 24-44  | 8      |
| 8    | Ruch Wysokie Mazowieckie | 16 |   |   |   | 27-65  | 8      |
| 9    | LZS Uhowo (s)            | 16 |   |   |   | 18-55  | 6      |

- Zmiana nazwy Budowlani na Tur Bielsk Podlaski.
- Zmiana nazwy Sparta na Cresovia Siemiatycze.
- Zmiana nazwy Budowlani na Ruch Wysokie Mazowieckie.

Grupa III
| Poz. | Drużyna             | M  | Z | R | P | Bramki | Punkty |
| ---- | ------------------- | -- | - | - | - | ------ | ------ |
| 1    | Pogoń Sejny         | 18 |   |   |   | 55-23  | 29     |
| 2    | Cresovia Gołdap (b) | 18 |   |   |   | 59-31  | 26     |
| 3    | LZS Szyba           | 18 |   |   |   | 43-34  | 19     |
| 4    | ŁKS II Łomża        | 18 |   |   |   | 44-44  | 17     |
| 5    | Czarni Olecko       | 18 |   |   |   | 31-33  | 17     |
| 6    | Orzeł Kolno         | 18 |   |   |   | 40-43  | 17     |
| 7    | Pomorzan Prostki    | 18 |   |   |   | 46-55  | 15     |
| 8    | Start Ełk (b)       | 18 |   |   |   | 24-49  | 13     |
| 9    | AKS Augustów        | 18 |   |   |   | 34-42  | 12     |
| 10   | Warmia II Grajewo   | 18 |   |   |   | 36-75  | 9      |

- Zmiana nazwy Lega na Czarni Olecko.
- Zmiana nazwy Naprzód na AKS Augustów.

### Mecze Barażowe
Ze względu na to, że żadna drużyna nie spadła z III ligi do klasy A, awansowały do niej 3 zespoły (3 liderów grup.) Rozegrane baraże zostały unieważnione.
- 27.10.1957 Pogoń Sejny : Tur Bielsk Podlaski 4:3
- 17.11.1957 Pogoń Wasilków : Tur Bielsk Podlaski 4:2

## Klasa C - VI poziom rozgrywkowy
Brak danych dotyczący ilości grup

## Puchar Polski - rozgrywki okręgowe
Rozgrywki nie były przeprowadzone.